# Ian "H" Watkins
Ian Watkins (Llwynypia, Glamorgan, Gales, 8 de mayo de 1976), conocido por su nombre artístico H (un apodo que se origina a partir de su personalidad "hiperactiva",) es un cantante y actor británico. Es miembro del grupo pop británico Steps.
En 2020, compitió en la duodécima temporada de Dancing on Ice.

## Carrera

### Steps
En mayo de 1997, Watkins se convirtió en miembro del grupo pop británico Steps. Steps logró una serie de sencillos que entraron en las listas entre 1997 y 2001, incluidos dos sencillos número uno en el Reino Unido, dos álbumes número uno en el Reino Unido, 14 sencillos consecutivos entre los 5 primeros en el Reino Unido y una serie de éxitos en toda Europa. El grupo ha vendido más de 20 millones de discos en todo el mundo, además de adquirir una nominación al premio BRIT en 1999.
Steps se separó en diciembre de 2001, pero se reunió de nuevo en mayo de 2011 para un documental de cuatro partes sobre Sky Living llamado Steps: Reunion. La serie empezó a transmitirse el 28 de septiembre, después del anuncio de un segundo álbum de grandes éxitos, The Ultimate Collection, que salió el 10 de octubre de 2011. El álbum llegó a las listas en el número uno, convirtiéndose en el tercer álbum de la banda en lograr este éxito. La segunda serie de Steps: Reunion, titulada "Steps: On the Road Again", se transmitió en Sky Living en abril de 2012; la serie siguió a la banda mientras realizaban su gira de 22 fechas por el Reino Unido, que estaba agotada. El 24 de septiembre de 2012, el grupo confirmó que lanzaría su cuarto álbum de estudio Light Up The World el 12 de noviembre de 2012, junto con una gira navideña de seis fechas, que empezaría el 30 de noviembre y finalizaría el 5 de diciembre. El grupo se reunió por segunda vez el 1 de enero de 2017 para celebrar su 20.º aniversario, y luego anunció su quinto álbum de estudio Tears on the Dancefloor, que se lanzó en abril de 2017 y llegó a las listas en el número 2. El 5 de marzo de 2017, el grupo confirmó que lanzaría el nuevo álbum, junto con su sencillo principal, "Scared of the Dark", y una gira de 22 fechas, Party on the Dancefloor. Una edición de lujo del álbum, llamada Tears on the Dancefloor: Crying at the Disco, salió el 27 de octubre.
En noviembre de 2017, Faye Tozer anunció que la reunión ya no era solo una celebración del 20.º aniversario y que el grupo tenía la intención de continuar después de su gira Summer of Steps de 2018. En abril de 2018, Claire Richards anunció que después de su gira de verano comenzarían a trabajar en su sexto álbum de estudio. En febrero de 2019, Richards anunció que el grupo comenzaría a grabar su próximo álbum durante los meses de verano.
El 7 de septiembre de 2020, a través de sus cuentas de redes sociales, Steps anunció la fecha de lanzamiento de su álbum titulado What the Future Holds. El álbum fue lanzado el 27 de noviembre del mismo año, con pedidos anticipados disponibles a partir del 8 de septiembre. Al día siguiente, confirmaron una nueva gira de 14 fechas por el Reino Unido (con la invitada especial Sophie Ellis-Bextor) a partir de noviembre de 2021. El primer sencillo del álbum fue "What the Future Holds", escrito por Greg Kurstin y Sia y lanzado el 9 de septiembre de 2020. Le siguió "Something in Your Eyes" el 27 de octubre de 2020. "To the Beat of My Heart" fue lanzado como el tercer sencillo del álbum en enero de 2021.
El primer sencillo de What the Future Holds Pt. 2 fue confirmado como una versión reelaborada de "Heartbreak in This City" con Michelle Visage.

### H and Claire
Después de que Steps se separara en 2001, Watkins formó un dúo, H & Claire, con su compañera exmiembro de Steps Claire Richards. Lanzaron tres sencillos y un álbum juntos.

### Teatro musical
Después de dejar H & Claire, decidió hacer un curso de teatro musical en la  Royal Academy of Music. Mientras tomaba el curso, también actuó en Joseph and the Amazing Technicolor Dreamcoat y fue grabado para una serie de telerrealidad, H-side Story, que lo siguió mientras intentaba iniciar una nueva carrera como actor. Watkins actuó en el Charter Theatre de Preston en la pantomima Cenicienta como Buttons. En el verano de 2007, actuó en la versión del West End de Fame. Durante la Navidad de 2007, repitió su papel de Buttons en la pantomima Cenicienta en el Auditorio Grimsby. En julio de 2008, hizo el papel de Child Catcher en la gira británica del musical Chitty Chitty Bang Bang en el Wales Millennium Centre en la bahía de Cardiff. También interpretó el papel de 'Silly Billy' en la pantomima Jack & The Beanstalk en el Southport Theatre del 10 de diciembre de 2009 al 3 de enero de 2010. En la Navidad de 2010, regresó a Grimsby y actuó en la pantomima La Bella y la Bestia, haciendo el papel de Muddles. En 2013, Watkins anunció que volvería a interpretar su papel de Joseph en Joseph and the Amazing Technicolor Dreamcoat en junio en la gira nacional del Reino Unido. Al año siguiente, hizo el rol del Príncipe Azul en la pantomima Blancanieves y los siete enanitos en el Teatro Hazlitt de Maidstone.

### Televisión
En junio de 2006, Watkins apareció en una semana especial de episodios del BBC Radio Drama Silver Street en la BBC Asian Network. Interpretó el papel del ex soldado Dave en episodios situados en la campiña galesa. En noviembre de 2006, Watkins participó en el programa BBC Children in Need Celebrity Scissorhands, donde Michelle le cortó el cabello. Watkins fue el noveno concursante en entrar a la casa de Celebrity Big Brother el 3 de enero de 2007. Quedó en cuarto lugar. En abril de 2007, Watkins actuó como el famoso escondido en un episodio de la serie de CBBC Hider in the House. El 11 de marzo de 2008, Watkins presentó un documental sobre crecer como homosexual en Gales, que se transmitió en la BBC de Gales. Mientras grababa esto, Watkins entrevistó al líder de Christian Voice, Stephen Green. Durante la entrevista, Green lo comparó con Jeffrey Dahmer.
En diciembre de 2008, Watkins participó en Bargain Hunt Famous Finds y se unió a Connie Fisher. Watkins estuvo en Skins, en el episodio 2 de la temporada 4. También apareció en la serie de televisión Party Wars en 2010. En febrero de 2013, junto con otras tres celebridades, Watkins participó en el especial de celebridades del juego de preguntas y respuestas de ITV, The Chase. En 2014, fue una de las celebridades retadas a aprender galés en una semana en la serie de S4C Cariad@Iaith.
En 2019 interpretó una versión ficticia de sí mismo en la comedia de misterio y asesinato Dial M for Middlesbrough.
En 2020, Watkins compitió en la duodécima temporada de la serie de ITV Dancing on Ice. Fue la primera celebridad en la historia de la serie en competir dentro de una pareja del mismo sexo, con su compañero profesional Matt Evers.
En 2024, el comediante y presentador de televisión Joe Lycett creó una noticia falsa sobre que Watkins sería honrado con una estatua de 8 pies en Cowbridge, como parte de su programa de variedades de Channel 4 Late Night Lycett.

### Reunión de Steps

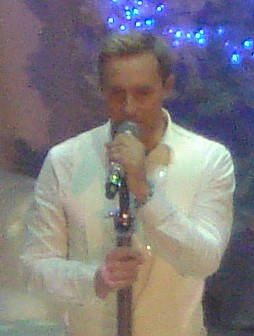
Watkins actuando en 2012

En 2009, Lee Latchford-Evans insinuó que era posible una reunión futura, pero que "no es el momento adecuado ahora". En 2011, se anunció que Steps se reuniría para un documental de cuatro partes de Sky Living, que retrataría su separación y los años intermitentes. La banda también lanzaría su Ultimate Collection, así como posible material nuevo.
En una entrevista con Digital Spy el 20 de septiembre de 2011, Steps dijo que creían que todavía podría haber un hueco en el mercado para su marca de "pop feliz". Lisa Scott-Lee dijo: "Los tiempos han cambiado, pero estamos en una recesión y la música de Steps era muy alegre y divertida, así que podría haber un lugar para eso en la sociedad actual... Lo que también es interesante es que no hay grupos pop de chicos/chicas en este momento".

## Política local
En mayo de 2023, Watkins fue elegido concejal independiente en Cowbridge por el Ayuntamiento de Llanblethian.

## Vida personal
El 3 de enero de 2007, Watkins se declaró gay en una entrevista con el periódico The Sun. Su entrevista fue publicada el día que ingresó a la casa de Celebrity Big Brother . Durante su permanencia en Steps, Watkins mantuvo una relación con el mánager del grupo, Tim Byrne. Watkins estuvo en una relación con Craig Ryder desde 2007 hasta noviembre de 2017. En 2016, se convirtieron en padres de dos hijos gemelos, nacidos a través de una madre de alquiler. Desde 2020, Watkins ha estado en una relación con Tom Hope. Watkins fue incluido en la lista Pinc de Wales Online 2017 de importantes figuras LGBT galesas.

### Identificación errónea
En noviembre de 2013, se informó que Watkins había estado recibiendo mensajes de odio a través de Twitter de personas que lo confundían con el cantante de Lostprophets del mismo nombre, Ian Watkins, quien recientemente se había declarado culpable de delitos sexuales que involucraban a niños. H recibió una disculpa pública en el tribunal por parte de E! Entertainment Television por haber utilizado su foto para ilustrar una historia sobre el cantante de Lostprophets. Después de la identificación errónea, se dijo que H estaba emprendiendo acciones legales después de que su imagen apareciera junto a historias sobre los otros crímenes de Ian Watkins a través de búsquedas en Google News.